# Michel Guérin (abbé)
Ne doit pas être confondu avec Jean-François Guérin (prêtre), Michel Guérin ou Guérin (abbé).
Pour les articles homonymes, voir Guérin.
Michel Guérin, dit l'abbé Guérin, (né le 8 juin 1801, mort le 29 mai 1872) est un prêtre français du XIXe siècle, premier curé et fondateur de la paroisse du village de Pontmain, et qui fut témoin de l'apparition de Notre-Dame de Pontmain. Son procès en béatification a été ouvert le 1er juin 2013.

## Biographie
Michel Guérin est né à Laval en 1801. Il devint vicaire à Saint-Ellier après son ordination. En 1840, il fut nommé premier curé d'un hameau : Pontmain. À son arrivée, tout était à mettre en ordre. Il décida d'abord d'agrandir l'église et d'embellir l'édifice. Tout de suite, ses nouveaux paroissiens prirent confiance en lui. 
L'abbé Guérin aimait particulièrement la Vierge Marie et il fit partager cette dévotion à sa paroisse. Il fonda ainsi la Confrérie de Notre-Dame du Mont-Carmel et du Cœur Immaculé.
Il dédia aussi un autel à la Vierge Immaculée et lui consacra sa paroisse. 
Sa paroisse devenait très pieuse. Après la messe du dimanche, les fidèles restaient pour les vêpres et pour le chapelet. Le curé de Pontmain voulait faire éduquer les enfants de sa paroisse dans les principes de l'Église catholique. C'est ainsi qu'en 1842, il fit bâtir une école et fit venir deux religieuses d'un village voisin. 

### L'apparition mariale de Pontmain

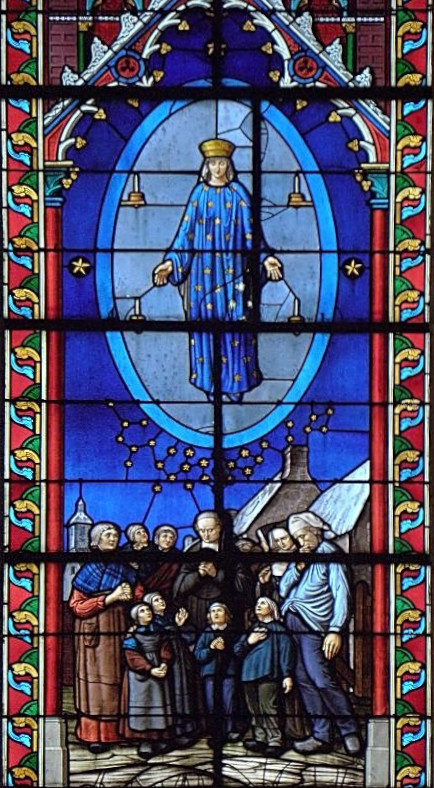
Vitrail de l'apparition mariale de Pontmain, avec l'abbé Guérin priant au milieu de l'assistance.

Durant la guerre franco-allemande de 1870, l'abbé Guérin fit célébrer des messes pour les soldats de Pontmain partis combattre. Avant leur départ, il les avait consacrés à la Vierge Marie et leur avait promis qu'ils reviendraient. C'est durant ces années difficiles pour la France que la Vierge Marie se manifesta à quelques enfants (Françoise Richer, Jeanne-Marie Lebossé et les frères Eugène et Joseph Barbedette), dans la soirée du 17 janvier 1871. L'abbé Guérin ne vit pas l'apparition mais fit chanter des louanges à la Vierge par le village. 
En 1872, l'apparition fut reconnue et pendant quelques mois, Michel Guérin s'occupa de l'accueil des pèlerins. Il mourut quelque temps après, le 29 mai, des suites d'une longue maladie.

## Béatification
Le procès en béatification de l'abbé Guérin a été officiellement ouvert le 1er juin 2013, lors d'une cérémonie célébrée dans la basilique Notre-Dame de Pontmain, et présidée par Thierry Scherrer, évêque de Laval, avec Yves Le Saux, évêque du Mans. Michel Guérin est considéré par l'Église catholique comme « serviteur de Dieu » ; il deviendra « vénérable » si ses vertus sont reconnues héroïques, à l'issue d'une enquête entamée par Anne Bernet, nommée « postulatrice » de la cause. Pour être béatifié, il faudra ensuite qu'un miracle soit reconnu.